# Abraham Vinck
Abraham Vinck ou Abraham Willemsz. Vinck (Anvers, 1574/1575 - Amsterdam, 1619) est un peintre et marchand d'art flamand qui passe la majeure partie de sa vie et de sa carrière en dehors de la Flandre, notamment à Hambourg, Naples et Amsterdam. Il est principalement connu comme un portraitiste, mais a également exercé son art dans de nombreux autres genres, y compris la peinture d'histoire, des scènes mythologiques, des natures mortes de fruits et de poissons et des scènes de marché. Il est également un copiste qui crée des copies d'après les grands maîtres. Il est maintenant principalement connu comme le copropriétaire avec son collègue flamand et partenaire commercial Louis Finson de deux tableaux du Caravage.

## Biographie
Vinck est né à Anvers en 1574 ou 1575 près du couvent Saint-Dominique en tant que fils du marchand Willem Vinck (décédé avant 1602) et Catarina Buichi (décédée en 1602). Dans le passé, on pensait qu'il était né à Hambourg. Des recherches récentes ont montré qu'il est né à Anvers. Il a un frère cadet appelé Cornelis.

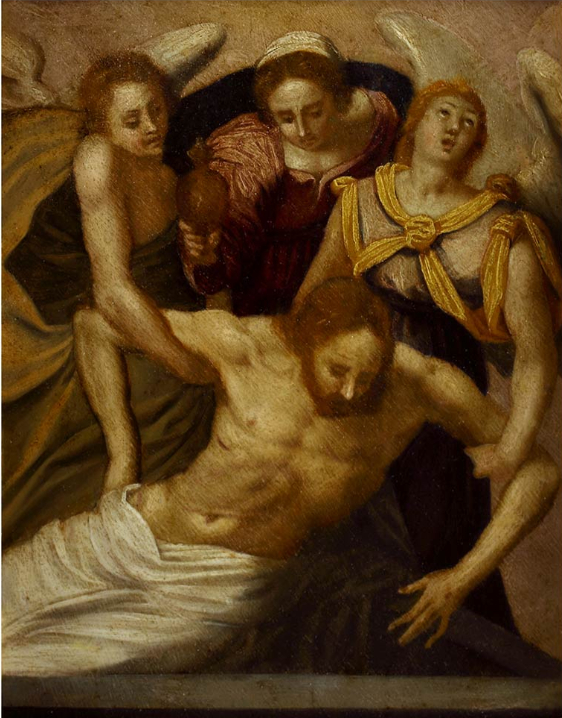
Le Christ soulevé par des anges

Il n'est pas clair avec qui ou s'il a étudié l'art à Anvers, car il n'est pas mentionné dans les archives de la Guilde de Saint-Luc anversoise. Il voyage en 1589 à Hambourg avec son frère cadet Cornelis. Là, ils rencontrent rapidement le célèbre peintre néerlandais Jacob Isaacsz. van Swanenburg. Il se rend à Naples vers 1598. Jacob Isaacsz. van Swanenburg a déjà élu domicile à Naples vers 1596. À Naples, Abraham épouse Vittoria Obbekens Albartsdr. (également appelée Victoria Obbekens, Obekinck ou Obis) le 29 janvier 1602. Bien que sa femme soit née à Maddaloni, en Italie, son nom de famille indique qu'elle était d'origine flamande. Son père s'appelait Albert Obekinck. Les témoins du mariage sont Jacob Isaacsz. van Swanenburgh et le frère d'Abraham, Cornelis. Une fille Margaritha (ou Margriet) est née de ce mariage en 1602 ou 1603.
Les archives révèlent que, pendant son séjour à Naples, il reçoit des commandes d'éminents mécènes entre 1600 et 1608. Aucune des œuvres de sa période d'activité à Naples n'a été retrouvée. Dans une lettre écrite à Antonio Ruffo en 1673, le marchand d'art Giacomo de Castro mentionne que Vinck est un célèbre portraitiste résidant à Naples qui est flamand et un ami très proche du Caravage (« amicissimo di Caravaggio »). Abraham Vinck est également à Naples un ami et partenaire commercial de Louis Finson, un peintre et marchand d'art flamand de Bruges. Avec Louis Finson, il possède deux œuvres du Caravage : La Madone du rosaire (maintenant au Kunsthistorisches Museum, Vienne) et une Judith décapitant Holopherne, que certains historiens de l'art pensent être l'œuvre qui a été découverte dans le grenier d'une maison privée à Toulouse en 2014.
En 1609, Vinck quitte Naples et est enregistré à Amsterdam. Son fils Abraham est baptisé le 30 mai 1610 dans la Vieille église d'Amsterdam. Cela montre clairement que, malgré son séjour en Italie et son mariage avec une épouse italienne, il est de confession calviniste. Le témoin au baptême est Anna de Morimont, originaire d'Anvers et l’épouse de Charles Coorne, originaire de Gand.

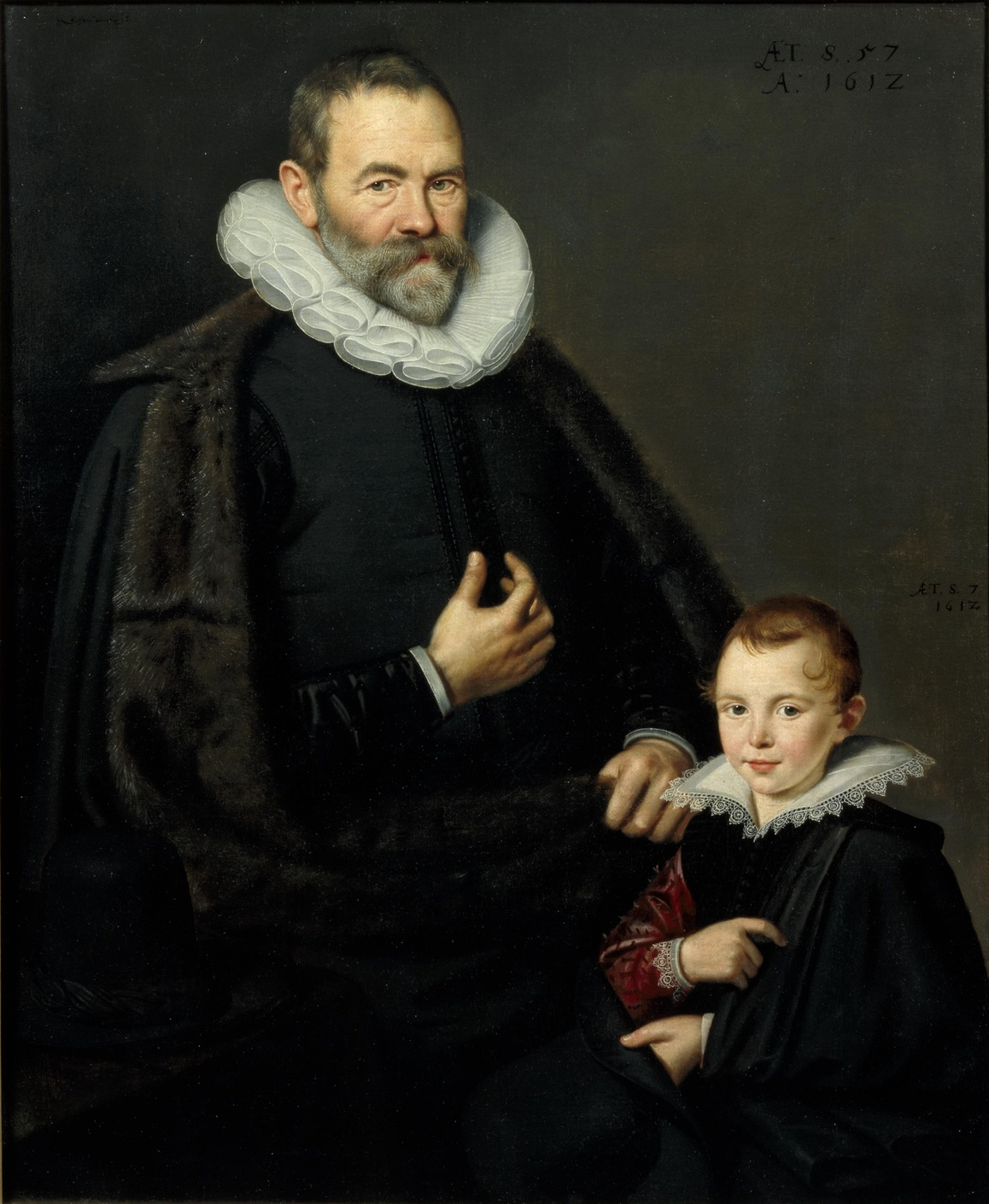
Portrait de Hans Martens et son fils David

L'historienne d'art Marijke Osnabrugge estime qu'Abraham Vinck retourne brièvement à Naples en 1615 et de nouveau entre 1617 et 1618. Cependant, l'historien d'art italien Giuseppe Porzio a souligné qu'un autre peintre également nommé Abraham Vinck (ou Vinx), qui était un peu plus jeune, a travaillé à Naples dans les années 1610. Ce peintre y a créé un retable pour le Seminario Arcivescovile à Aversa qu'il a signé.
Le 4 septembre 1616, Vinck est témoin du baptême de Thomas van Nieulandt, fils du peintre Adriaen van Nieulandt. Il est réuni en 1616-1617 avec Louis Finson, qui lui loue une résidence sur le Oudezijds Voorburgwal à Amsterdam, que les artistes partagent peut-être. Cela montre que l'artiste est devenu riche. Une autre preuve de sa richesse est son lieu de résidence ultérieur à Amsterdam. En 1619, il vit sur le Fluwelen Burgwal (nl), près du Varkenssluis (nl), traditionnellement l'un des canaux élégants d’Amsterdam.
Il meurt à Amsterdam, où il est enterré le 28 octobre 1619. Sa veuve demande à Adriaen van Nieulandt et Jacob Lyon d'achever quelques-unes de ses œuvres restées inachevées.

## Œuvre
Vinck est principalement connu comme portraitiste. L'inventaire de la vente des tableaux faisant partie de l'héritage de sa veuve qui meurt deux ans après lui montre qu'il a exercé son art dans de nombreux autres genres, y compris la peinture d'Histoire, la scène mythologique, la nature morte de fruits et de poissons, la bataille et la scène de marché. Très peu d’œuvres sont attribuées à l'artiste. Aucune œuvre de sa période napolitaine n'a été retrouvée. Ses œuvres connues sont principalement des portraits. Un Christ soulevé par des anges (aux enchères de Bertolami Fine Arts Rome le 14 novembre 2018 lot 178) lui a été attribué. Cette œuvre de petite taille est peinte sur cuivre.
Il est également un copiste d'après les grands maîtres. Le Martyre de saint André au Musée des Beaux-Arts de Dijon, qui est une copie après le Caravage, est attribué par certains historiens de l'art à Louis Finson et par d'autres à Vinck, qui aurait fait la copie d'après celle de Finson d'après le Caravage.